# Simplikios
Simplikios från Kilikien, som levde under 500-talet, var en av de sista nyplatonska filosoferna. Han var elev till Ammonios Hermiae och Damaskius.
Till följd av att akademin i Aten stängdes 529 varjämte undervisning i filosofi förbjöds, lämnade Simplikios, Damaskius, Priskianos och fyra andra landet 531 eller 532 och tog sin tillflykt hos Khusrov I Anushirvan, kung av Persien. Innan två år hade förflutit, hade de återvänt till Grekland.
I sitt fredsfördrag med Justinianus krävde Khusrov uttryckligen att de sju filosoferna i fråga skulle medges rätt att återkomma till sina hem och rätt till fortsatt samvetsfrihet (Agathias ~ 30, 31). Efter sin hemkomst från Persien skrev Simplikios kommentarer till Aristoteles De coelo, Physica, De anima och Categoriae, vilka, jämte kommentarer över Enchiridion av Epiktetos, har bevarats.
Simplikios var ingen originell tänkare, men hans anmärkningar är eftertänksamma och intelligenta, och hans lärdom omfattande. För studenter i den grekiska filosofin är hans kommentarer ovärderliga, eftersom de innehåller många fragment från äldre filosofer liksom från hans mera samtida föregångare.